# 体性感覚
体性感覚（たいせいかんかく、英語: Somatosensory system）は、生理学や医学の用語で、皮膚感覚、深部感覚に分けられる。
視覚や聴覚といった特殊感覚と異なり、感覚器が外からははっきり見えず、皮膚・筋肉・腱・関節・内臓の壁そのものに含まれる。体性感覚内容は視床で処理され、対側の大脳半球に送られる他、自律神経系や賦活系にも影響を及ぼす。また、深部感覚は小脳でも処理される。

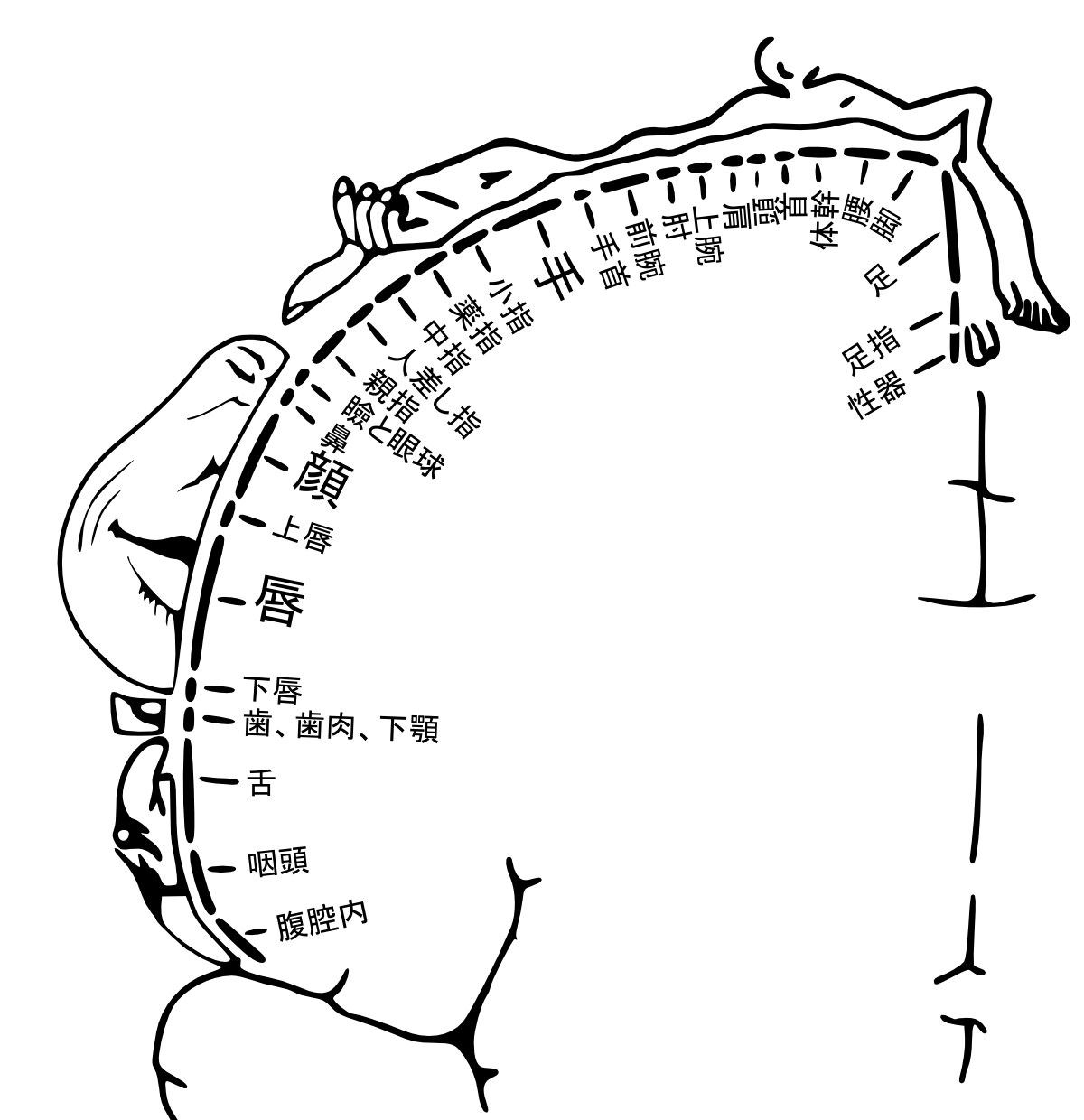
ペンフィールドの地図。体の各部位からの入力が、感覚皮質のどの部分に投射 (projection) されているかを示したもの。描かれている顔や体の絵は、各部位からの入力が、どれぐらいの領域に投射されているのか、その面積比を表している。これは人間の体の形とは大きく異なり、唇や顔、手などから入力を受ける面積は大きく、背中や尻などから入力を受ける面積は小さい。こうした面積の大小がそれぞれの感覚の繊細さに対応している。

脳機能局在論でヒトの脳皮質の中で主に体性感覚に関わる部分は、中心後回（頭頂葉）に位置する。人間の脳のこの部分の領域は、体の領域ごとにそのエリアから来る体性感覚の入力の量または重要性に応じて区分けされている。例えば、手の感覚に対しては脳皮質の大きい面積が割り当てられているのに対して、背中はずっと小さい面積しかない。この体性感覚の区分はホムンクルスと呼ばれる。
体性感覚は視床と小脳皮質で直接入力を受ける。

## 分類
- 皮膚感覚
  - 触覚、圧覚
  - 痛覚
  - 温度覚
    - 温覚　
    - 冷覚

  - 痒覚（かゆみ）
- 深部感覚
  - 関節覚
    - 運動覚
    - 位置覚

  - 振動覚
  - 深部痛覚